# Collazzone
Collazzone ist eine italienische Gemeinde in der Region Umbrien mit 3302 Einwohnern (Stand 31. Dezember 2023).

## Geografie

Die Lage von Collazzone in der Provinz Perugia

Der Ort gehört zur Provinz Perugia und zum Gebiet des mittleren Tibertals. Die Gemeinde liegt etwa 25 km südlich der Provinz- und Regionalhauptstadt Perugia und rund 15 km nördlich von Todi.
Der Tiber und der Torrente Puglia durchfließen das Gemeindegebiet, wobei der Puglia hier im westlichen Gemeindegebiet von Osten in den Tiber mündet. Die Gemeinde ist Teil der Comunità montana Trasimeno Medio Tevere und liegt in der klimatischen Einordnung italienischer Gemeinden in der Zone E, 2 266 GR/G.
Zu den Ortsteilen (frazioni) gehören Acquasanta (166 m, ca. 70 Einwohner), Assignano (297 m, ca. 20 Einwohner), Canalicchio (420 m, ca. 10 Einwohner), Carceri (175 m, ca. 90 Einwohner), Casalalta (325 m, ca. 60 Einwohner), Collepepe (251 m, ca. 900 Einwohner), Gaglietole (326 m, ca. 80 Einwohner) und Piedicolle (324 m, ca. 120 Einwohner).
Zu den Nachbargemeinden gehören Bettona, Deruta, Fratta Todina, Gualdo Cattaneo, Marsciano und Todi.

## Geschichte
Erste Siedlungen im Gemeindegebiet stammen aus der Zeit der Römer, als sie nahe Carceri und Collepepe an der Mündung des Paglia in den Tiber bauten. Später gehörte der Ort zu dem Teil der Grafschaft Perugia, der von Todi regiert wurde. Der Ort selbst entstand wahrscheinlich zwischen dem 8. und 9. Jahrhundert durch einen Attone (Azzone) aus der Familie der Atti, die unter der Herrschaft aus Spoleto stand. Der Ortsname leitet sich von Colle di Attone (Hügel des Attone) ab, der Name transformierte sich im Laufe der Zeit zu Collazzone. Von 1332 bis 1647 regierten die Baglionen aus Perugia den Ort, dann übernahm der Kirchenstaat die Herrschaft über Collazzone. Nach der Besetzung Italiens durch Napoleon (1805–1814) wurde der Ort Teil des Königreiches Italien und später Teil der Italienischen Republik.

## Sehenswürdigkeiten

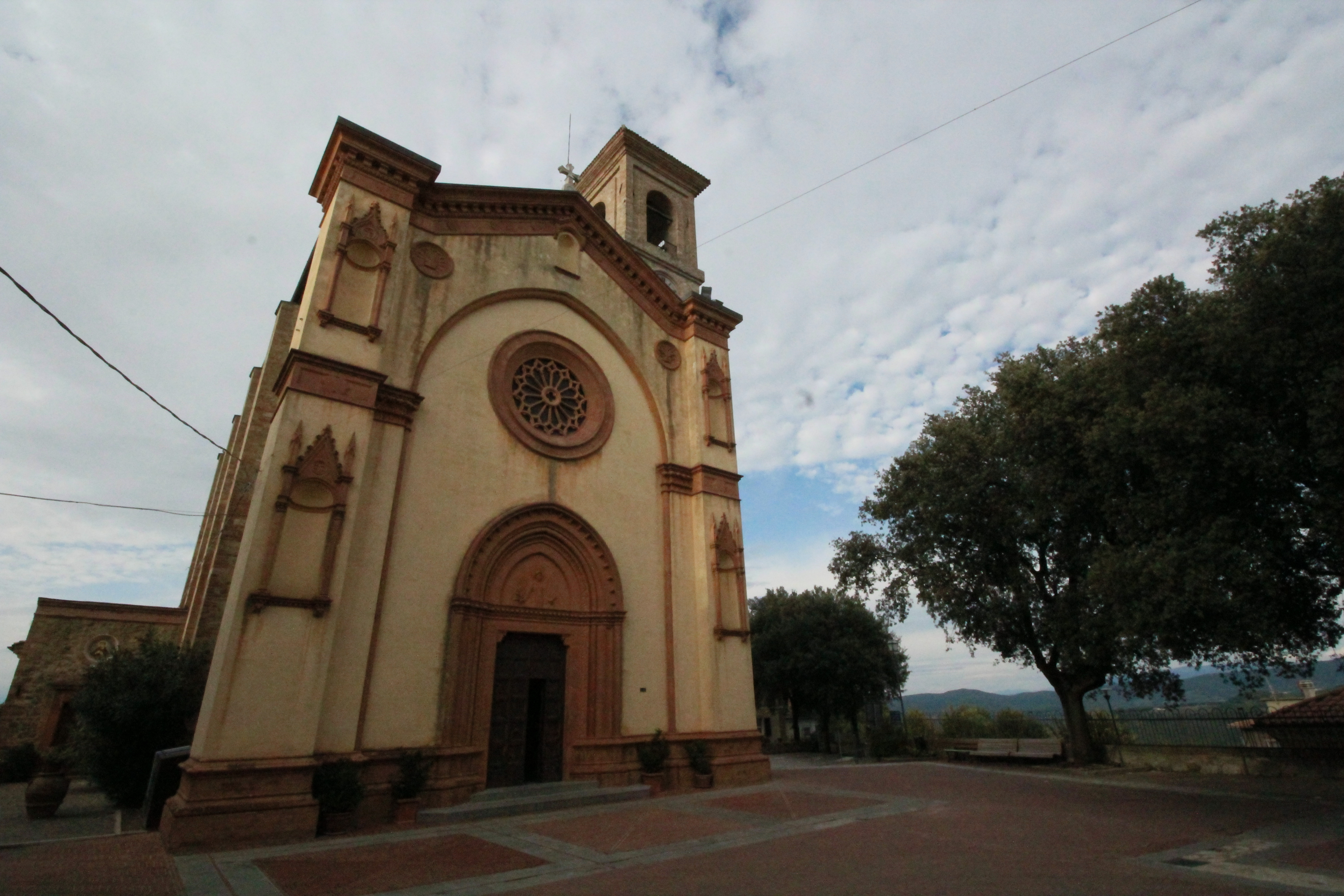
Die Kirche San Lorenzo im Ortskern von Collazzone

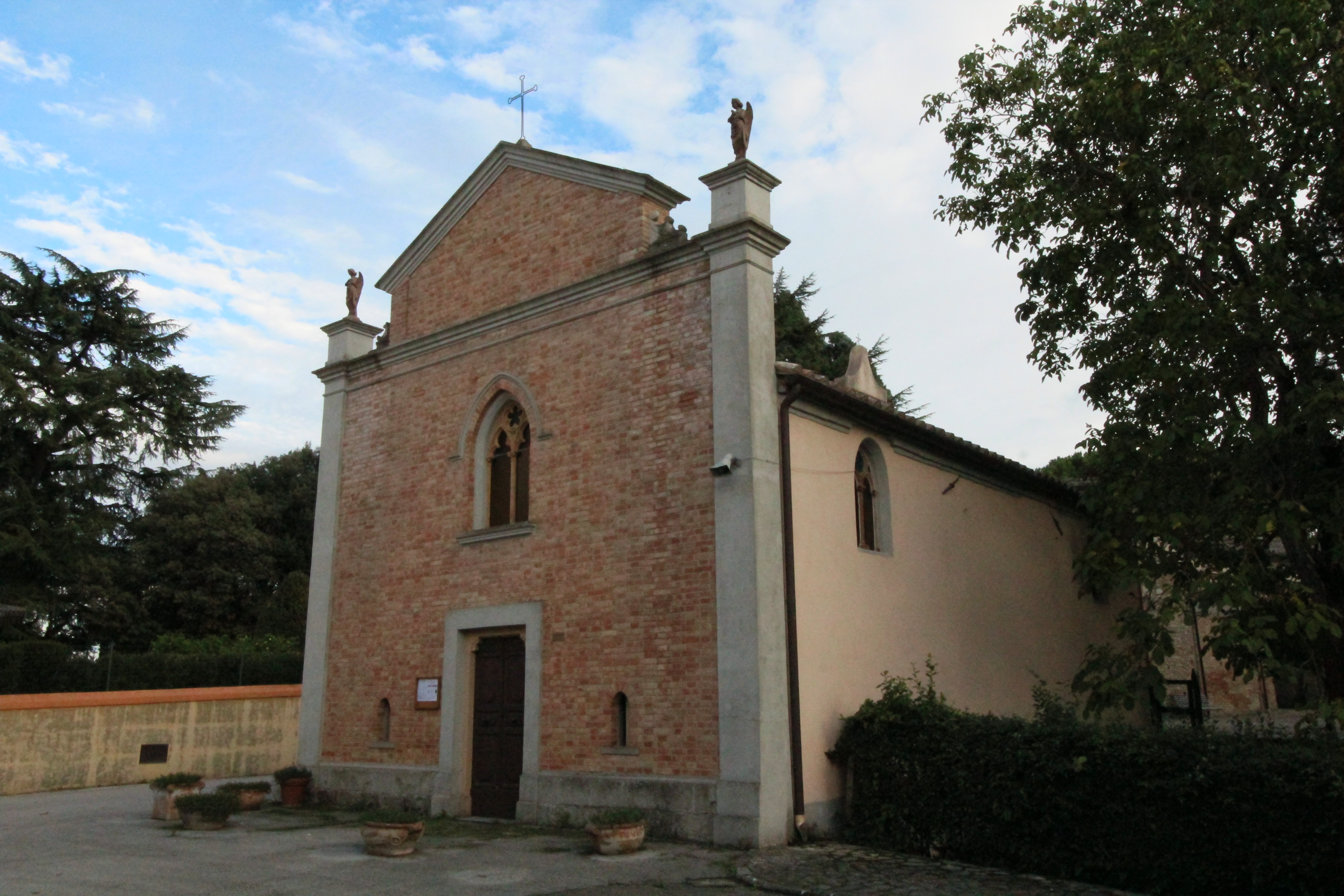
Die Kirche Madonna del Buon Consiglio nahe dem Ortsteil Collepepe

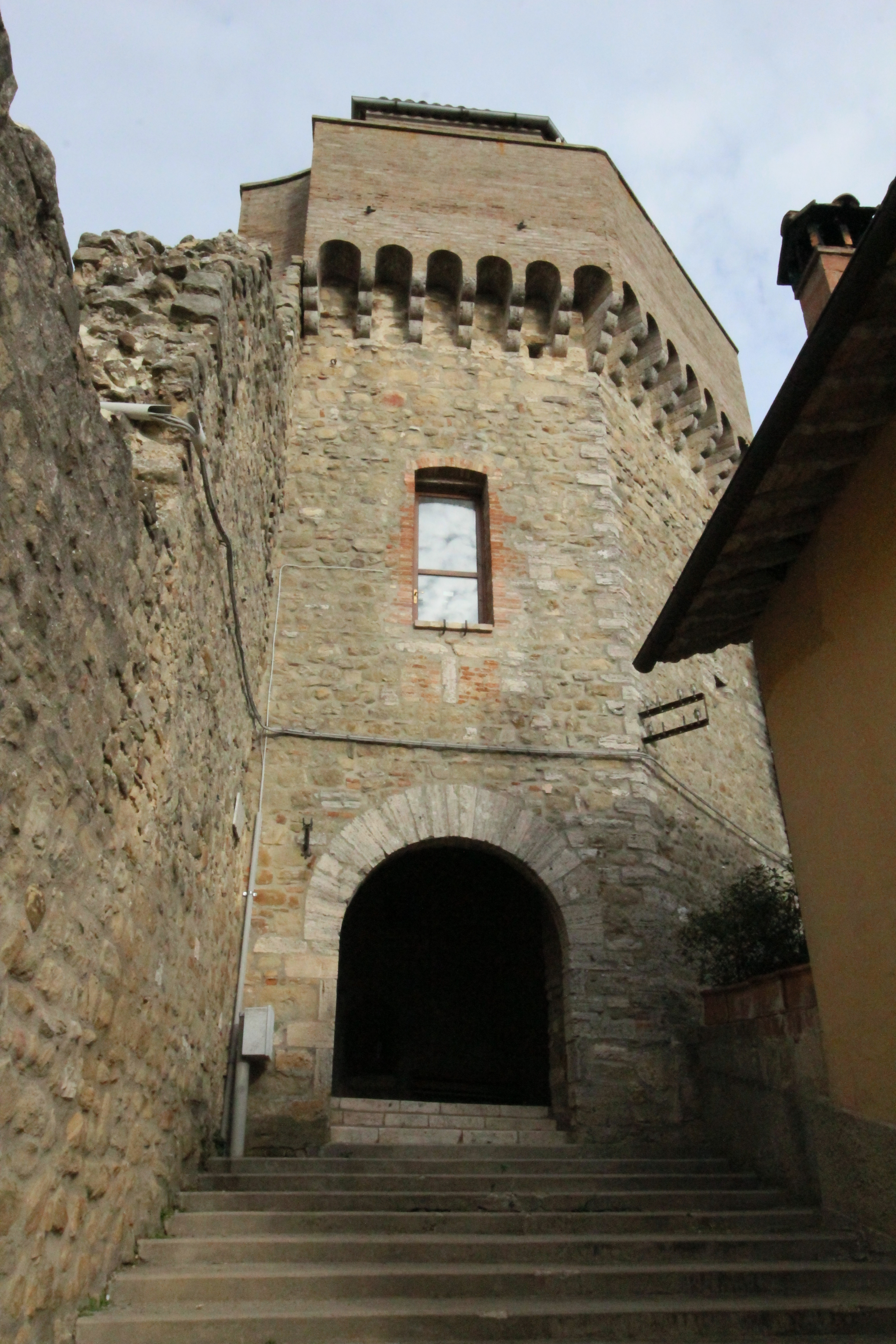
Die Stadtmauern von Collazzone

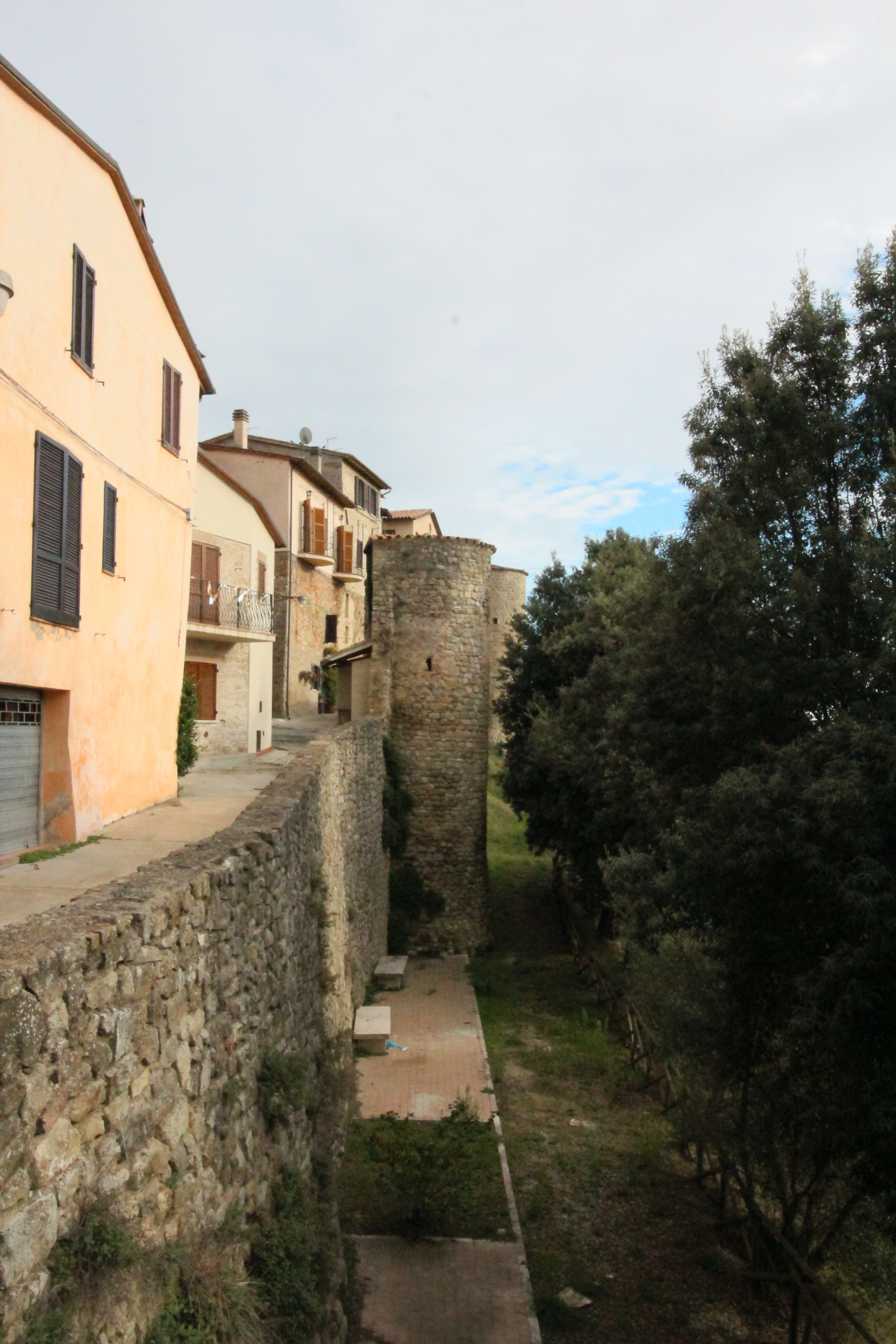
An der Stadtmauer

- Chiesa di San Lorenzo, Kirche im Ortskern. Entstand in der heutigen Form 1902 über einer älteren Struktur aus dem Jahr 1671. Der Campanile entstand im 18. Jahrhundert. Enthält die Werk Madonna col Bambino (Holzstatue aus dem 13. Jahrhundert, Krypta), San Carlo Borromeo (Leinwandgemälde aus dem Jahr 1615 von Pietro Paolo Sensini, entstammt der Kirche Santa Maria delle Grazie und befindet sich in der Sala Parrocchiale),Adorazione dei pastori (Leinwandgemälde von Pietro Paolo Sensini aus dem Jahr 1628, Sala Parrocchiale) und Crocefisso (fra i santi Michele Arcangelo e Carlo Borromeo) (Gemälde, Sala Parrocchiale).[7]
- Chiesa di San Michele Arcangelo, Kirche im Ortskern am Corso Vittorio Emanuele III.[8]
- Municipio, Rathaus am Piazza Jacopone im Ortskern, enthält ein Portal, das dem Vignola (1507–1573) zugeschrieben wird.[9]
- Convento di San Lorenzo, Kloster kurz außerhalb der Stadtmauern. Hier starb Iacopone da Todi am 25. Dezember 1306.[6] Gehörte seit 1227 zu den Benediktinern, dann ab 1236 zu den Franziskanern. Verlor ab 1370 seine Wichtigkeit und ist seit 1806 in Privatbesitz.[7]
- Castello di Assignano, ehemalige Burg im Ortsteil Assignano, hieß früher Castello di Coldimezzo. Wurde 1444 von Niccolò Fortebraccio zerstört. Heute sind noch der Torrione principale (Hauptturm) und das Befestigungstor erhalten.[10]
- Chiesa di Santa Vittorina, Kirche im Ortsteil Assignano.[10]
- Castello di Canalicchio, ehemalige Burg im Ortsteil Canalicchio. Entstand zwischen dem 10. und 11. Jahrhundert.[11]
- Chiesa dei Santi Filippo e Giacomo, Kirche innerhalb der Stadtmauern des Ortsteils Canalicchio. Entstand im 17. Jahrhundert und enthält mehrere Werke des Malers Marcello Leopardi.[11]
- Chiesa di San Fortunato, Kirche kurz außerhalb des Ortskerns von Canalicchio.[11]
- Casalalta, ehemalige Burg und heutiger Ortsteil. Die Burg wurde 1587 durch ein Erdbeben zerstört.[12]
- Chiesa di Santa Maria Assunta, Kirche im Ortskern von Casalalta. Entstand 1421 und enthält in der Apsis das Fresko Assunzione ed Incoronazione di Maria Vergine, welches in der Mitte des 15. Jahrhunderts entstand.[12]
- Chiesa di Santa Liberata, Kirche kurz außerhalb des Ortskerns von Casalalta.[12]
- Collepepe, größter Ortsteil der Gemeinde, wurde schon 1290 erwähnt. Der Torturm zum Ortseingang entstand im 14. Jahrhundert.[13]
- Chiesa di Santa Maria Assunta, Kirche im Ortskern von Collepepe. Enthält die Leinwandgemälde Madonna del Carmine und Santi Emanuele e Vito aus dem 18. Jahrhundert.[13]
- Chiesa della Madonna del Buon Consiglio, Kirche kurz außerhalb des Ortskerns von Collepepe. Enthält ein Gemälde aus dem 15. Jahrhundert.[13]
- Castello di Gaglietole, ehemalige Burg und heutiger Ortsteil. Wurde bereits 1299 erwähnt.[14]
- Chiesa di San Cristoforo, Kirche innerhalb der Befestigungsmauern von Gaglietole. Enthält das Werk Ultima cena e i Santi Cristoforo e Sebastiano des Andrea Polinori (Leinwandgemälde, ca. 1629 entstanden) und zwei weitere des Francesco Providoni (Madonna del Rosario e Santi und Madonna del Carmine ed il Crocefisso, spätes 17. Jahrhundert).[14]
- Mulino del Torrone, Mühle am Fluss Puglia aus dem 17. Jahrhundert nahe dem Ortsteil Gaglietole.[15]
- Piedicolle, mittelalterliches Borgo, wurde 1437 durch Francesco Piccinino (Adoptivsohn des Niccolò Piccinino) zerstört und erst 1544 durch Mariotto da Marsciano aus Marsciano wieder aufgebaut.[16]
- Chiesa di San Giacomo Maggiore, Kirche, die am Ende des 16. Jahrhunderts im Ortsteil Piedicolle entstand. Das Taufbecken stammt aus dem Jahr 1632.[16]
- Chiesa della Madonna dell'Acquasanta, Kirche in Piedicolle, enthält ein Fresko aus dem frühen 16. Jahrhundert.[16]
- Mulino di San Pancrazio, Mühle am Puglia nahe Le Carceri[17]
- Molino delle Botte, Mühlenruine am Puglia zwischen Collzzone und Gaglietole. Entstand zu etruskischer Zeit.[18]
- Bei Collepepe gibt es eine archäologische Ausgrabungsstätte (Le Carceri).

## Verkehr
- Die nächstgelegene Anschlussstelle an den Bahnverkehr ist der Haltepunkt Marsciano. Er liegt an der Bahnstrecke Sansepolcro-Terni etwa 10 km westlich von Collazzone.
- Die nächstgelegene Anschlussstelle an den Straßenfernverkehr ist die Anschlussstelle Marsciano an der Strada Statale 3 bis Tiberina als Teil der Europastraße 45. Die Anschlussstelle liegt etwa 5 km westlich von Collazzone.

## Söhne und Töchter der Gemeinde
- Simon von Collazzone (um 1200–1250), als Seliger verehrter Franziskaner, Gefährte des Hl. Franziskus
- Franco Antonelli (1934–2022), Langstreckenläufer